# Таверна дел Монако (Авелино)
Таверна дел Монако је насеље у Италији у округу Авелино, региону Кампанија.
Према процени из 2011. у насељу је живело 191 становника. Насеље се налази на надморској висини од 627 м.